# Trudes Tier
Trudes Tier ist eine deutsche Animationsserie, die seit 2014 regelmäßig in der Fernsehserie Die Sendung mit der Maus ausgestrahlt wird. Die Hauptpersonen der Serie sind Trude, eine ganz normale Frau, und ein fremdartiges Lebewesen ohne Namen, das bei Trude wohnt (Trudes Tier). Es ist groß, sehr stark, hat das Gemüt eines Kindes und weiß nicht, was sich gehört.
Die Serie wird von Studio Soi im Auftrag des WDR produziert. Das Drehbuch stammt von Marcus Sauermann, die Sprecher der Titelrollen sind Bernhard Hoëcker (Tier) und die Schauspielerin Ruth Macke (Trude). Die Premiere in der Sendung mit der Maus war am 27. April 2014.
Sämtliche Folgen sind über die App der Sendung mit der Maus „Die Maus“ sowie die Folgen 1 bis 26 auch über die ARD Mediathek abrufbar.

## Figuren
Trude
In den Folgen „Schneemann“, „Dreizehn“ und „Pflaster“ erfährt man indirekt, dass Trude im medizinischen Bereich tätig ist. In der Folge „Feuerwerk“ lernt man Trudes Freund Thorsten kennen, der auch in der Folge „Niesen“ nochmal eine Rolle spielt.
Gesprochen wird sie von Ruth Macke, ihren Freund spricht David Korbmann.
Tier
Man erfährt nicht, woher das Tier stammt. Schon im Vorspann soll das Tier auf dem Globus zeigen, wo es herkommt. Aber es verneint bei allen Kontinenten, dass es von dort kommt. In der Folge „Nachts“ fragt Trude, wo das Tier denn genau herkommt. Als Antwort bekommt sie gestammelte Sätze mit der Verneinung, dass das Tier es auch gerade nicht wüsste.
In der Folge „Schattenmond“ erfährt man, dass das Tier verschwindet, wenn es während einer Mondfinsternis einschläft und an einem Ort wieder aufwacht, der durch den Gegenstand bestimmt wird, den es beim Einschlafen in der Hand hatte. So ist es zu Trude gekommen, als es während einer Mondfinsternis mit einem Plüschtier in der Hand einschlief und danach von Trude in einem Greifautomaten aufgefunden wurde.
Das Tier spielt besonders gern Cowboy.
Bernhard Hoëcker synchronisiert das Tier.

## Folgen
Die Folgen dauern ca. sechs Minuten.
1. Bagger
2. Nachts
3. Wutspucke
4. Das Geschenk
5. Trällerhannes
6. Minigolf
7. Schneemann
8. Feuerwerk
9. Smartphone
10. Dreizehn
11. Weihnachten
12. Das Schöne und die Biest
13. Sperrmüll
14. Kuchen
15. Waschtag
16. Pflaster
17. Fußball
18. Zelten
19. Die Wunderbrille
20. Sitz
21. Niesen
22. Ostern
23. Inselurlaub
24. Sankt Martin
25. Klickhit
26. Schattenmond
27. Glückshof
28. Muttertag
29. Robotier
30. Protzgeweih
31. Leise
32. Akkordeon

Sowie eine Sonderfolge (3 min) mit einem Tanz.

## Trivia
Als Running Gag in den verschiedenen Folgen taucht immer wieder der Spruch des Tiers auf „Da, wo ich herkomme (schon)“. In der Folge „Bagger“ wird das Prinzip umgekehrt. Ein Bauarbeiter sagt zum Tier „Da, wo ich herkomme schon“.

## Auszeichnungen
Am 26. September 2019 wurde Trudes Tier mit dem 36. Robert-Geisendörfer-Preis,  dem Medienpreis der Evangelischen Kirche, ausgezeichnet. Marcus Sauermann und Henrike Vieregge erhielten in der Kategorie „Kinderfernsehpreis“ die Auszeichnung.